# نوشاد عالمیان
نوشاد عالمیان  (زاده ۳۰ ابان ۱۳۷۰ در بابل) بازیکن تنیس روی میز و ملی‌پوش اهل ایران است. وی فعالیت خود را ۱۹۹۸ شروع کرده‌است و موفقیت‌های زیادی داشته‌است. او در سال ۲۰۰۰ با ورود به تیم ملی نونهالان به عرصه ملی راه پیدا کرد و در تمام رده‌های تیم ملی تنیس روی میز ایران حضور داشته ‌است. او هم‌اکنون عضو باشگاه توقینیه فویلارد است. او سابقه حضور در دو المپیک لندن و ریو را دارد.  یاسر عباسی مشاور عالی حقوقی فدراسیون تنیس روی میز ایران به همراه رحمت عالمیان پدرشان مدیریت برنامه و ورزشی برادران عالمیان را دارا میباشند. عالمیان در سال ۲۰۲۰ _ ۲۰۲۱ در تیم باشگاه فراسنج و لیگ برتر بزرگسالان حضور دارد. برادر او نیما عالمیان هم در همین رشته فعالیت میکند که توانست دو بار فرصت حضور در المپیک ۲۰۱۶ ریو دوژانیرو و المپیک ۲۰۲۰ توکیو را کسب کند.

## نتایج و افتخارات
او توانست در مسابقات قهرمانی جوانان جهان در رشتهٔ تنیس روی میز در اسپانیا مقام پنجم را کسب کند. وی در مسابقات لوکزامبورگ مدال طلا را کسب کرد و در مسابقات انتخابی المپیک ۲۰۱۲ لندن با کسب مقام قهرمانی آسیای میانه به المپیک لندن راه یافت.
نوشاد عالمیان در تاریخ ۱۷ آذرماه ۹۱ در مرحله نهایی مسابقه‌های پینگ پنگ تورهای جهانی در چین، در رده سنی امید (زیر ۲۱ سال) با قبول شکست مقابل حریفی از آلمان، نایب قهرمان این رقابت‌ها شد. وی با کسب دو عنوان قهرمانی در تورهای جهانی آلمان و کویت دو عنوان سومی در رقابت‌های جهانی کره جنوبی و لهستان توانسته بود با کسب امتیازات لازم جواز حضور در فینال تورهای جهانی در رده سنی امید را به‌دست آورد.

### المپیک لندن ۲۰۱۲
نوشاد عالمیان، نفر اول پینگ پنگ ایران در نخستین بازی خود در دور اول رقابت‌های المپیک ۲۰۱۲ لندن به مصاف ژاستین هان، بازیکن چینی الاصل استرالیایی رفت و با حساب ۴ بر صفر به پیروزی رسید. این نخستین پیروزی پینگ‌پنگ ایران در تاریخ المپیک به شمار می‌رود. نوشاد علمیان در دیدار دوم توانست رقیب هنگ کنگی را که در رنکینگ ۳۱ قرار داشت، با نتیجه ۴ بر ۳ شکست دهد؛ و در جمع ۳۲ نفر برتر دنیا قرار گرفت. عالمیان در دور بعد رقابت‌ها، به مصاف تیمو بول رفت و این مسابقه را با نتیجهٔ ۴ بر صفر واگذار کرد.

### بازی های آسیایی جاکارتا
وی در شهریور سال ۱۳۹۷ موفق شد با پیروزی بر رقیبانی از ویتنام و کره جنوبی به مرحله یک چهارم نهایی صعود کرده و در این مرحله با شکست حریفی از هنک کنگ ضمن صعود به مرحله ی نیمه نهایی مدال برنز خود را قطعی کرد.در مسابقه نیمه نهایی در چهار گیم مغلوب لیو گایوآن از چین شد و به مدال برنز بسنده نمود. این مدال پس از ۵۲ سال در بازیهای آسیایی و در قسمت انفرادی برای تنیس روی میز ایران کسب شد.
در مسابقات گرنداسمش عربستان در ۱۴۰۳ ، نفر چهارم جهان مغلوب نوشاد شد 

## رنکینگ جهانی
کسب رنکینگ ۴۹ جهان 

برنامه ویژه برای ارتقاء رنکینگ نوشاد عالمیان

## رتبه جهانی
نوشاد در سال ۱۳۹۵، با ۱۹۹۵ امتیاز و ۱۰ رده صعود جایگاه ۱۲۲ دنیا را به خود اختصاص داده است. همچنین در رده بندی فدراسیون جهانی تنیس روی میز در سال ۲۰۱۸
نوشاد عالمیان با ۶۰۴۹ امتیاز و با ۲۰ پله صعود در رده ۷۲ رنکینگ جهانی ایستاده است.
کسب رنکینگ ۵۳ در مسابقات آسیایی ۲۰۲۳
و کسب رنکینگ ۲۲ در مسابقات دوبل آسیایی ۲۰۲۳

کسب مدال برنز آسیایی ۲۰۲۳ در بازی دوبل  توسط نوشاد و همراه برادرش نیما عالمیان .

صعود هفده پله ای نابغه چپ دست ایران در مسابقات ۲۰۲۴ عربستان

## تور جهانی ژاپن

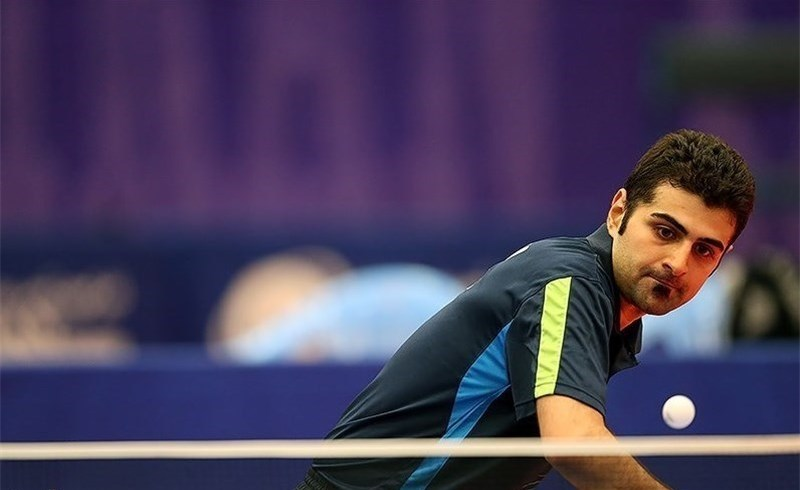
نوشاد عالمیان در مسابقات تنیس روی میز تور جهانی در ژاپن

در روز نخست مسابقات تنیس روی میز تور جهانی در ژاپن، نوشاد عالمیان که در دور اول با قرعه استراحت مواجه شده بود، در دور دوم به مصاف اوگن وانگ از کانادا رفت و مقابل نفر شصتم رنکینگ جهانی در یک جدال نزدیک با نتیجه ۴ بر ۳ به پیروزی رسید و گام به جمع ۳۲ بازیکن برتر گذاشت.
عالمیان در ست‌های دوم، سوم، پنجم و هفتم با نتایج ۱۴ بر ۱۲، ۱۱ بر ۶، ۱۱ بر ۹ و ۱۱ بر ۷ پیروز شد و در ست‌های اول، چهارم و ششم ۱۱ بر ۷، ۱۱ بر ۹ و ۱۱ بر ۷ شکست خورد.
در دومین روز از رقابت‌های تنیس روی میز تور جهانی در ژاپن نوشاد عالمیان مقابل احمد لی از ترکیه به میدان رفت و در یک بازی نزدیک با نتیجه ۴ بر ۳ به پیروزی رسید و راهی مرحله بعدی شد.
در این بازی که برای صعود به جمع ۱۶ بازیکن برتر برگزار شد، عالمیان در ست‌های اول، سوم، ششم و هفتم با نتایج ۱۲ بر ۱۰، ۱۱ بر ۷، ۱۱ بر ۶ و ۱۱ بر ۹ برنده شد و در ست‌های دوم، چهارم و پنجم نیز ۱۱ بر ۸، ۱۱ بر ۳ و ۱۱ بر ۹ شکست خورد.
عالمیان در حالی به پیروزی در این دیدار دست یافت که در آخرین رنکینگ اعلام شده از سوی فدراسیون جهانی در رده ۱۱۸ قرار دارد و حریف ترکیه‌ای نیز در رده ۴۰ ایستاده است.